# Vespula flaviceps
Vespula flaviceps är en getingart som först beskrevs av Smith 1870.  Vespula flaviceps ingår i släktet jordgetingar, och familjen getingar.

## Taxonomi
Arten har två underarter:
- V. flaviceps flaviceps Saussure, 1858 och
- V. flaviceps karenkona Sonan

## Utbredning
Utbredningsområdet omfattar delar av Östasien som Japan (från Hokkaido till Honshu), Ryssland (Primorskij kraj), Kina (Fujian och Heilongjiang) samt Taiwan (Gaoxiong).

## Bildgalleri

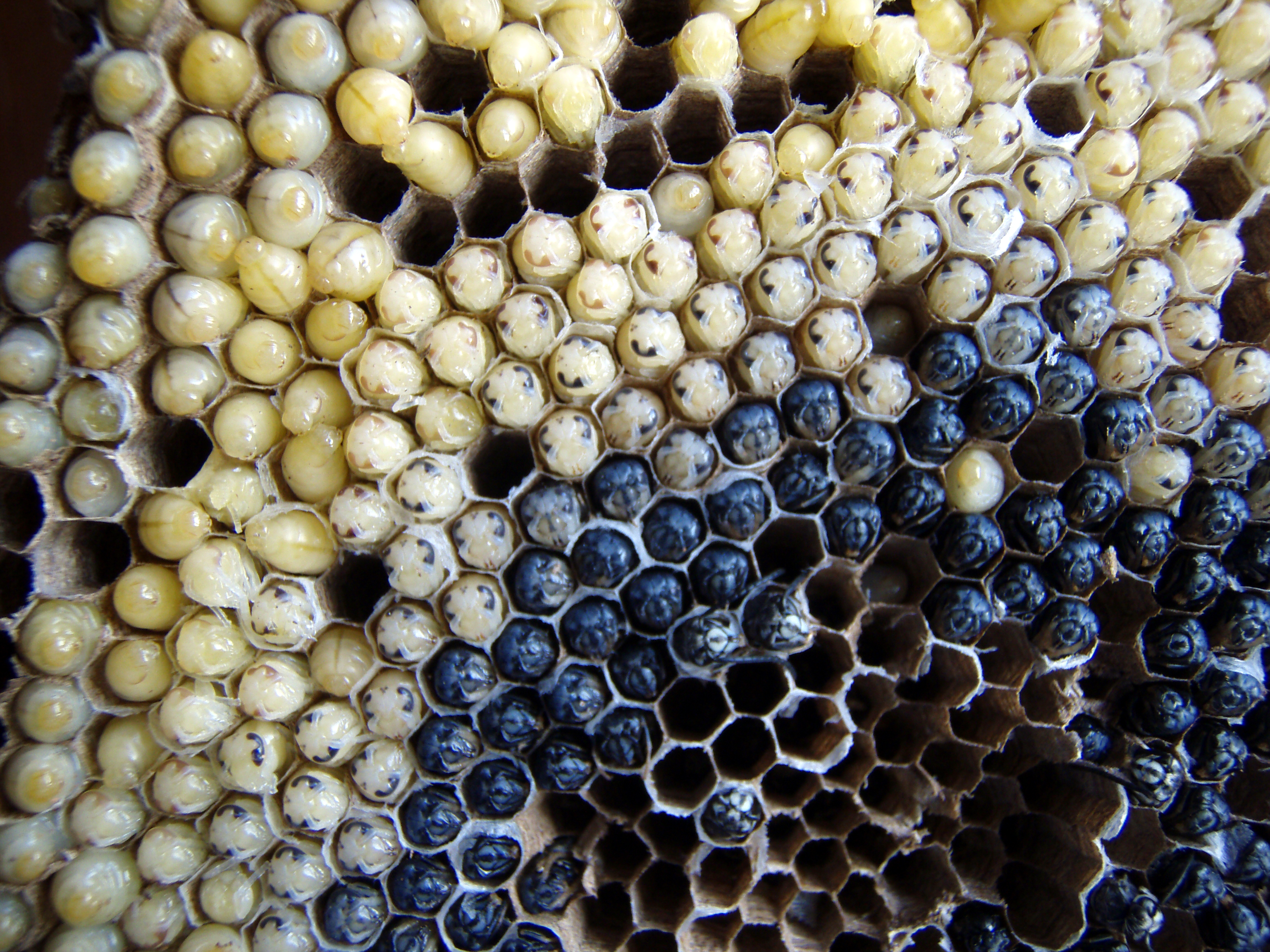
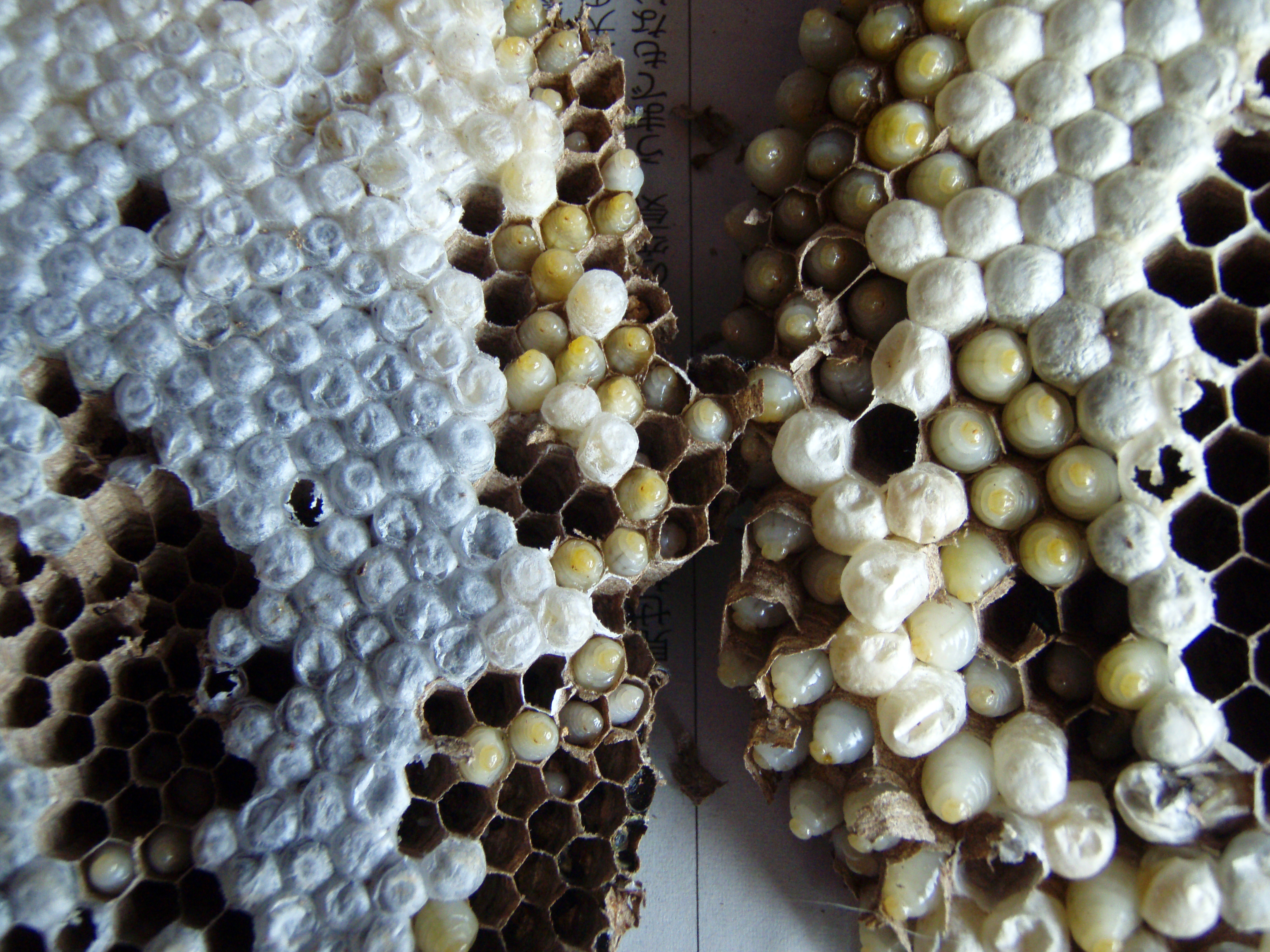